# Два капитана (бизнес-центр)
Бизнес-центр «Два капитана» — строящееся административное здание в Мякининской пойме Москвы-реки, на территории города Красногорска, возле 65-66 км МКАД. Один из самых известных подмосковных долгостроев. Изначально запроектированный как бизнес-центр для офисов ведущих подмосковных компаний, сейчас планируется к использованию Московской областной думой. Сроки сдачи объекта многократно переносились, в итоге переезд Мособлдумы состоялся лишь в 2021 году.

## История
В марте 2002 года губернатор Московской области Борис Громов подписывает постановление № 80/8 «О строительстве административно-общественного центра Московской области», резервирующий для государственных нужд земельный участок площадью 15,0 га в Мякининской пойме Красногорского района под строительство Дома Правительства Московской области. В апреле 2003 года возле деревни Мякинино стартует строительство нового здания Московского областного суда. По словам генерального директора Судебного департамента при Верховном суде РФ Александра Гусева, при выборе места было принято во внимание, что «Здесь в Красногорском районе будут строиться здания для областной администрации, поэтому логично считать именно это место административным центром [области]».
В 2006 году ГУП НИиПИ Генплана Москвы был представлен проект нового генерального плана Красногорска, по которому вся территория Мякининской поймы отводилась под застройку административными учреждениями и предприятиями обслуживания. К этому времени там уже функционируют два павильона Крокус Экспо, торговые центры «Твой дом», Крокус Сити Молл, Auchan и Leroy Merlin. Crocus Group Араса Агаларова анонсирует проект «Крокус Сити Манхэттен», предусматривающий строительство 14 небоскрёбов общей площадью более 700 тыс. м², свой проект North-West Towers представляют Группа компаний ПИК Кирилла Писарева и Storm Properties Майкла Белтона. В конце 2006 года компания ООО «Русская инвестиционная группа» (РИГрупп) Жанны Буллок, жены министра финансов Подмосковья Алексей Кузнецова объявляет о старте проекта по строительству БЦ «Два капитана».
Весь проект застройки поймы, получивший неофициальные названия «Московия-Сити» и «Сити Подмосковья», начинает превосходить столичный деловой район «Москва-Сити» по площади территории (около 300 га) в несколько раз.
В 2007 году вводятся в строй здания Мособлсуда и областного правительства, в котором были зарезервированы площади и для законодательной власти региона. Но депутаты подмосковного парламента решают остаться в Москве и переезжают в здание бывшего бизнес-центра на проспекте Мира. Ранее нежелание переезда из столицы спикер Мособлдумы Валерий Аксаков объяснял следующим образом: «Исходя их условий в которых работает законодательная власть, — а это взаимодействие и с Советом Федерации, и с другими регионами — нам лучше находиться в Москве. Так и избирателям до нас проще будет добраться».
В следующий раз к идее переезда подмосковных парламентариев в область вернутся в 2014 году, при губернаторе Андрее Воробьёве.

### Хронология
Конец 2006 года ООО «РИГрупп» запускает проект бизнес-центра «Два капитана». Заказчиком строительства выступает её 100%-е дочернее общество ЗАО «Стройинвест». Генподрядчик ООО «Строительная компания „Оникс“» нанимает в качестве подрядчика ЗАО «Штрабаг». По условиям контракта строительство должно быть завершено в третьем квартале 2009 года.
Май 2008 года Вместо «Оникс» права и обязанности генподрядчика переходят компании ООО «Стройбизнесновация».
Июль 2008 года Strabag и «РИГрупп» объявляют о переговорах о вхождении австрийского концерна в качестве соинвестора в ряд проектов, в том числе БЦ «Два капитана», строительство которого концерн уже финансирует.
Август 2008 года «Штрабаг» переподписывает контракт на строительство БЦ. Вместо «РИГрупп» заказчиком становится правительство Московской области, а инвестором — ОАО «Московская областная инвестиционная трастовая компания» (МОИТК, на 100 % принадлежит Министерству имущественных отношений Московской области). По словам гендиректора ЗАО «Штрабаг» Александра Ортенберга, к этому времени башни «Двух капитанов» были возведены, подрядчик приступил к фасадным работам.
Август-сентябрь 2009 года Подмосковные власти заявляют о намерении ликвидировать МОИТК. Арбитражный суд Московской области признаёт компанию несостоятельной и открывает в её отношении конкурсное производство.
Декабрь 2009 года «Штрабаг» через суд требует от «Стройбизнесновации» оплатить задолженность (3,2 млрд руб. и 13,6 млн долл) за выполненные работы. Третьими лицами в иске указаны компании «Оникс» и «Стройинвест».
Июнь 2010 года Арбитражный суд города Москвы удовлетворяет иск частично, на сумму 1,7 млрд руб. Однако, как позднее заявлял гендиректор ЗАО «Штрабаг» Александр Ортенберг, «Стройбизнесновация» не выплатила даже эту сумму.
Июль 2010 года Не дождавшись возмещения в рамках исполнительного производства, «Штрабаг» подаёт иск в Арбитражный суд Московской области. На этот раз ответчиком выступает подмосковное правительство в лице Министерства имущественных отношений Мособласти, а «Стройбизнесновация» проходит третьей стороной. «Штрабаг» требует наложить обеспечительные меры на активы — недостроенный БЦ и земельный участок под ним, чтобы потом выставить их на торги или передать самой «Штрабаг» в счет долга.
Январь 2011 года Суд отказывает «Штрабаг» в иске, мотивируя это тем, что взыскание не может быть обращено на объект, так как он ещё не сдан в эксплуатацию, права на него не зарегистрированы и ответчику он не принадлежит. Земельные участки под БЦ не могут быть взысканы, так как принадлежат Московской области, а Минимущества региона не является стороной невыполненного договора между компаниями «Штрабаг» и «Стройбизнесновация».
Весна-лето 2011 года Десятый арбитражный апелляционный суд в апреле и Федеральный арбитражный суд Московского округа в августе оставляют, соответственно, апелляционную и кассационную жалобы «Штрабаг» без удовлетворения.
Конец 2011 года Свой иск к МОИТК подаёт Минимущества Мособласти. По информации газеты «Ведомости», цель иска — «выявить и урегулировать имущественные вопросы с теми лицами, чьи интересы в ходе оформления прав [собственности региона на «Два капитана»] будут затронуты». Высший арбитражный суд России (ВАС РФ) отказывает «Штрабаг» в передаче дела в Президиум ВАС РФ для пересмотра в порядке наздора.
Февраль 2012 года Входящая в «Альфа-групп» инвесткомпания А1 и «Штрабаг» подписывают соглашение о дальнейшей реализации проекта «Два капитана». По условиям соглашения, компания «Штрабаг» уступает А1 права требования долгов, которые возникли у неё как у подрядчика объекта. В свою очередь, А1 должна урегулировать взаимоотношения с правительством Мособласти по бизнес-центру, после чего получит здание в собственность, роль девелопера и технического заказчика достанется ЗАО «ДБ Девелопмент», а «Штрабаг» станет генподрядчиком.
Сентябрь 2012 года «Штрабаг» подаёт исковое заявление о признании банкротом «Стройбизнесновация».
Июнь 2013 года Судебный спор между Московской областью и МОИТК завершается мировым соглашением. По условиям, область компенсирует компании расходы на строительство объекта на сумму более 1,1 млрд руб, взамен получив права на здание. Претензии третьих лиц — компаний «Штрабаг» и «Стройбизнесновация» — суд оставил без удовлетворения, с чем последняя не согласилась и оспорила решение. На тот момент достройка оценивалась в диапазоне от 1-2,5 млрд руб до 110 млн долларов(около 3,5 млрд руб).
Октябрь 2013 года Компания А1 официально отказывается от планов получить в собственность БЦ, сочтя это экономически невыгодным. По данным газеты «Коммерсантъ», за помощь в заключении мирового соглашения между Мособластью и МОИТК структуре Альфа-групп может достаться около трети от 1,1 млрд руб. ВАС России окончательно отказывает «Стройбизнесновации» в пересмотре дела.
Апрель 2014 года Министерство строительного комплекса Московской области включает достройку БЦ в АИП «Эффективная власть». Для этого в 2014—2016 годах из бюджета региона будет выделено 3,185 миллиарда рублей.
10 июля 2014 года Отчитываясь перед областными парламентариями о работе правительства в 2013 году, губернатор Андрей Воробьёв заяляет, что «мы [правительство и парламент Московской области] должны быть вместе. Такая возможность есть, есть место … поэтому сейчас нужно спокойно приступать к строительству парламентского центра».
21 января 2015 года Совет Мособлдумы постановил отложить возведение парламентского центра. Депутаты предлагают перераспределить средства, выделенные на строительство «на меры по поддержке подмосковной экономики».
Август-сентябрь 2015 года Объявленный тендер на достройку БЦ (на сумму 6,7 млрд руб.) не вызывает интереса у потенциальных застройщиков, из-за отсутствия участников срок подачи заявок продлён. В итоге, в сентябре конкурс признаётся несостоявшимся
6 ноября 2015 года Министр строительного комплекса Московской области Сергей Пахомов говорит о том, что «По БЦ „Два капитана“ конкурс разыгран. Застройщик вышел на работы … Срок строительства — два года, то есть в конце 2017 — начале 2018 гг. объект будет завершен», и что тендер выиграла компания «Мосэлектротягстрой».
Ноябрь 2015 года Объявлен повторный тендер на достройку. По условиям контракта, на завершение работ из областного бюджета снова планируется выделить 6,7 млрд рублей.
Декабрь 2015 года Губернатор Андрей Воробьёв назвал «делом чести» завершение строительства БЦ и более ранний срок — конец 2016 года.
9 июня 2016 года Министр имущественных отношений Московской области Андрей Аверкиев говорит о завершении строительства в конце 2017 года.
9 ноября 2017 года Минстрой Московской области заявляет о вводе БЦ в эксплуатацию в 2018 году.
Декабрь 2017 года В заключении Мособлгосэкспертизы стоимость строительства БЦ оценивается в 13,2 млрд рублей. Председатель Мособлдумы Игорь Брынцалов говорит о возможном переезде парламентариев в новое здание в первом квартале 2019 года.
9 января 2018 года Минстрой Московской области в одностороннем порядке расторгает контракт с Мосэлектротягстрой по причине «ненадлежащего исполнения подрядчиком обязательств по контракту». На момент расторжения из 6,7 млрд рублей фактически оплачено 4,9 млрд.
Август-сентябрь 2018 года Объявлен новый конкурс на завершение строительства, сумма контракта 8,8 млрд рублей. Единственную заявку подало АО «Монолитное строительное управление-1» (МСУ-1), с которым и был заключен контракт.
10 июля 2018 года Председатель Мособлдумы Игорь Брынцалов заявляет, что в 2019 году переезд не состоится «совершенно точно» и может произойти в конце 2020 года.
Октябрь 2020 года Определен состав органов и ведомств, которые переедут в Красногорск: Мособлдума, Министерство сельского хозяйства и продовольствия Московской области, региональные Контрольно-счетная палата и Главное контрольное управление и областной ЗАГС.

## Характеристики
- Проектировщик: Михаил Хазанов (архитектурная мастерская института «Курортпроект») — архитектор проекта[48]; ООО «Мераком» — завершение строительства башен 1 и 2, ООО «Руспроект» — новый корпус Два капитана-3
- Заказчик: РИГрупп с 2006 по 2008, правительство Московской области с 2008[18]
- Инвестор (застройщик): РИГрупп (через 100%-ю «дочку» ЗАО «Стройинвест») с 2006 по 2008, Московская областная инвестиционная трастовая компания (МОИТК) с 2008[18] по 2013[2]
- Генеральный подрядчик: ООО СК «Оникс» с 2006 по 2008, ООО «Стройбизнесновация» с 2008 по ?, «Мосэлектротягстрой» с 2015[37] по 2018, АО «Монолитное строительное управление-1» с 2018
- Подрячик: ЗАО «Штрабаг» (российская «дочка» австрийской Strabag) с 2006 по 2008

Характеристика объекта:
- Площадь участка 2,4 га
- Общая площадь 130 000 м²
  - Здание из монолитного железобетона, состоящее из двух соединённых между собой башен (22 и 27 этажей)
  - Габариты 40,1×97,2 м.
  - Максимальная Высота 107,6 м.
  - 4-х уровневая подземно-надземная автостоянка со сферической пристройкой на крыше
- Второй этап строительства — 25 этажное административное здание, пристроенное к автостоянке с южной стороны